# Микронаушник
Микронау́шник — миниатюрное беспроводное устройство, вставляемое внутрь ушного канала, предназначенное для скрытного или незаметного  для окружающих прослушивания музыки и речи, речевой связи.  Наушники представляют собой пару небольших по размеру динамиков, капсульного или магнитного типа, вставляемых прямо в ушные каналы. Они часто применяются в быту и в профессиональной деятельности для речевой связи и прослушивания музыки и речи,. Устройство размещается в ушном канале, по форме повторяет его и невидимо для окружающих. Динамики магнитного типа которые закидывается на барабанную перепонку извлекается палочкой с магнитом.
Данное конструктивное решение с использованием динамиков капсульного или магнитного типа не попадает в список технических устройств запрещённых к свободному применению на территории РФ определённых и указанных согласно:
- Уголовный кодекс Российской Федерации Статья 138.1 «Незаконный оборот специальных технических средств, предназначенных для негласного получения информации»
- Федеральный закон от 02.08.2019 N 308-ФЗ «О внесении изменения в статью 138.1 Уголовного кодекса Российской Федерации»
- Указ Президента РФ от 22.02.1992 N 179 «О видах продукции (работ, услуг) и отходов производства, свободная реализация которых запрещена»
- Постановлением Правительства РФ от 1 июля 1996 г. N 770

Микронаушники-как устройство в повседневном использовании появились уже в начале 80х годов, В России они получили свое второе дыхание в 2006 году,
Для работы микронаушника необходим специальный bluetooth-модуль, надеваемый на шею под одежду.
Bluetooth-модуль располагается на шее с помощью специальной индуктивной петли, которая также является антенной для приёма и передачи сигнала от телефона в микронаушник.
Также используются и Hands-free гарнитуры с индукционными петлями, у которых bluetooth модуль отсутствует. Такая гарнитура подключается к мобильному устройству через порт 3,5.
В последнее время появились магнит-наушники или нанонаушники (Nano). Нанонаушник имеет размер 2×3 мм. И абсолютно не заметен для окружающих, даже если смотреть целенаправленно в ухо. Принцип работы нанонаушника: с мобильного телефона подается сигнал на гарнитуру Bluetooth или Hands-free, которая передает электромагнитные колебания на специальные магнитики, располагающиеся на барабанной перепонке и за счет этого воспроизводится звук

## Область применения
Устройство было разработано в качестве слухового аппарата, но потом стало использоваться в других сферах. Используют везде, где необходимо получать информацию незаметно для окружающих на общественных мероприятиях. Очень популярны у актёров (на выступлениях, телевидении, шоу, в театре), у политиков (на конференциях, митингах, переговорах), среди студентов (на экзаменах, контрольных, зачётах, тестах), у игроков азартных игр, среди бизнесменов. Применяют службы безопасности и детективные агентства в работе под прикрытием. Нельзя ни в коем случае использовать людям с потерей слуха. Так как устройство не является слуховым аппаратом, усиливает все звуки то, может навредить и резко снизить чувствительность барабанной перепонки (в основном микронаушники магнитного типа).

## Борьба с микронаушниками
В работах, описанных научным сообществом, указано, что современные методы борьбы с микронаушниками не помогают в должной мере:
- Металлодетекторы - не могут заметить сечение петли микронаушника (порядка 2мм)
- Видеокамеры - не видят скрытые предметы, расположенные под одеждой
- Глушители связи - не могут заглушить весь диапазон частот от 3g до 5g, а также Bluetooth, wi-fi и специализированные частоты радиовещания и военные частоты. Более того, использование глушителей связи должно быть согласовано с Минкомсвязи РФ №17-42-06 о каждом применении данных устройств. А глушение связи в некоторых объектах, такие как школы и университеты, а также военных частот просто запрещено.

В 2021 году появилась информация о сибирском ученом Рублеве Д.А., который создал устройство Антимикронаушник «У.М.», улавливающее сигнал микронаушника. Сибирский ученый решил проблему применения микронаушников в заданных ВУЗах и его помещениях.